# Slovenský Pohár 2013-2014
La Coppa di Slovacchia 2013-2014 (in slovacco Slovenský Pohár) è stata la ventunesima edizione del torneo. È iniziata il 6 agosto 2013 ed è terminata il 1º maggio 2014 con la finale. Il Košice ha vinto il trofeo per la quinta volta nella sua storia.

## Primo turno
| Squadra 1            | Risultato       | Squadra 2          |
| -------------------- | --------------- | ------------------ |
| 6 agosto 2013        |                 |                    |
| Partizán Bardejov    | 2 – 1           | Odeva Lipany       |
| Spartak Vráble       | 2 – 2 (4–3 dcr) | ŠK Senec           |
| Partizán Prečín      | 1 – 2           | Slovan Duslo Šaľa  |
| Kalinkovo            | 0 – 3           | Šamorín            |
| Baník Ružiná         | 2 – 1           | Fomat Martin       |
| Námestovo            | 1 – 4           | Zemplín Michalovce |
| Rimavská Sobota      | 3 – 1           | Bodva M.n.B.       |
| Družstevník Vrakúň   | 0 – 1           | Sereď              |
| Vrbové               | 0 – 0 (1–3 dcr) | Dunajská Lužná     |
| 7 agosto 2013        |                 |                    |
| Petržalka            | 3 – 0           | Rača               |
| Nové Mesto nad Váhom | 1 – 1 (6–5 dcr) | Topvar Topoľčany   |
| Haniska              | 1 – 5           | Podbrezová         |
| Dolný Kubín          | 0 – 0 (3–1 dcr) | Snina              |
| Čadca                | 0 – 3           | Tatran Prešov      |
| Milenium             | 1 – 0           | Lokomotíva Košice  |
| Vranov nad Topľou    | 3 – 0           | Humenné            |
| Baník Kalinovo       | 0 – 0 (2–4 dcr) | Liptovský Mikuláš  |
| Rovinka              | 1 – 3           | Pohronie           |
| Slovan Nemšová       | 1 – 0           | Nová Baňa          |
| Dubnica              | 1 – 3           | Skalica            |

## Secondo turno
| Squadra 1            | Risultato       | Squadra 2          |
| -------------------- | --------------- | ------------------ |
| 27 agosto 2013       |                 |                    |
| Spartak Vráble       | 0 – 0 (3–4 dcr) | Senica             |
| Sereď                | 0 – 0 (4–3 dcr) | AS Trenčín         |
| Dunajská Lužná       | 0 – 0 (4–3 dcr) | Nitra              |
| Slovan Duslo Šaľa    | 2 – 1           | Šamorín            |
| Dolný Kubín          | 0 – 2           | Žilina             |
| Podbrezová           | 0 – 3           | Ružomberok         |
| Tatran Prešov        | 0 – 0 (3–2 dcr) | Partizán Bardejov  |
| Dukla B.B.           | 0 – 0 (3–4 dcr) | Liptovský Mikuláš  |
| 28 agosto 2013       |                 |                    |
| DAC Dunajská Streda  | 6 – 1           | Pohronie           |
| Nové Mesto nad Váhom | 0 – 5           | Slovan Bratislava  |
| Petržalka            | 2 – 4           | ViOn Z.M.          |
| Slovan Nemšová       | 1 – 0           | Spartak Myjava     |
| Spartak Trnava       | 2 – 0           | Skalica            |
| Baník Ružiná         | 1 – 3           | VSS Košice         |
| Vranov nad Topľou    | 0 – 2           | Zemplín Michalovce |
| Milenium             | 0 – 1           | Rimavská Sobota    |

## Ottavi di finale
| Squadra 1         | Risultato       | Squadra 2           |
| ----------------- | --------------- | ------------------- |
| 24 settembre 2013 |                 |                     |
| Sereď             | 1 – 1 (2–3 dcr) | VSS Košice          |
| Tatran Prešov     | 1 – 0           | DAC Dunajská Streda |
| ViOn Z.M.         | 3 – 2           | Slovan Duslo Šaľa   |
| Spartak Trnava    | 3 – 0           | Liptovský Mikuláš   |
| Rimavská Sobota   | 1 – 1 (5–6 dcr) | Senica              |
| Ružomberok        | 0 – 0 (5–4 dcr) | Zemplín Michalovce  |
| 25 settembre 2013 |                 |                     |
| Dunajská Lužná    | 0 – 3           | Slovan Bratislava   |
| Slovan Nemšová    | 0 – 1           | Žilina              |

## Quarti di finale
| Squadra 1                              | Totale      | Squadra 2         | Andata | Ritorno |
| -------------------------------------- | ----------- | ----------------- | ------ | ------- |
| 22-23 ottobre 2013 / 5-6 novembre 2013 |             |                   |        |         |
| Spartak Trnava                         | 3 – 4       | Ružomberok        | 1 – 3  | 2 – 1   |
| Tatran Prešov                          | 1 – 4       | VSS Košice        | 1 – 2  | 0 – 2   |
| Žilina                                 | 1 – 5       | Slovan Bratislava | 1 – 3  | 0 – 2   |
| Senica                                 | 2 – 2 (gfc) | ViOn Z.M.         | 1 – 2  | 1 – 0   |

## Semifinali
| Squadra 1  | Totale | Squadra 2         | Andata | Ritorno |
| ---------- | ------ | ----------------- | ------ | ------- |
| Ružomberok | 1 – 4  | VSS Košice        | 0 – 0  | 1 – 4   |
| Senica     | 1 – 6  | Slovan Bratislava | 1 – 3  | 0 – 3   |

### Andata
| Ružomberok 8 aprile 2014, ore 16:30 UTC+1 | Ružomberok    | 0 – 0 referto | Košice | Futbalový Štadión MFK Ružomberok (1.513 spett.)\| Arbitro: \| Ivan Kružliak \| |
| Arbitro:                                  | Ivan Kružliak |               |        |                                                                                |

| Arbitro: | Vladimir Vnuk |

|                    |           |                                      |
| Piroska 30’ (rig.) | Marcatori | 14’ R. Vittek 17’ Peltier 69’ Soumah |

### Ritorno
| Arbitro: | Mario Vlk |

|                                      |           |           |
| Diaby 56’ Novák 73’ (84) Bašista 78’ | Marcatori | 55’ Lovás |

| Arbitro: | Lubomír Samotný |

|                                        |           |  |
| Halenár 4’ Gorosito 44’ Milinković 75’ | Marcatori |  |

## Finale
| Arbitro: | Miroslav Jaška |

|              |           |                      |
| R. Vittek 6’ | Marcatori | 31’ Diaby 74’ Bukata |